# Stanisław Potapczuk
Stanisław Potapczuk, ps. Sewer (ur. 10 listopada 1914 w Jabłoniu) – komendant obwodu Biała Podlaska Okręgu Lublin Batalionów Chłopskich, urzędnik państwowy, podpułkownik.

## Życiorys
Urodził się jako syn Stefana i Julianny. Kształcił się kolejno w Szkole Powszechnej w Wisznicach, którą ukończył w 1929 oraz w Technikum Budowlanym w Lublinie (Oddział Wodny), które ukończył w 1935. Po ukończeniu szkoły pracował w zawodzie – uczestniczył w pomiarach rzeki Turia. Był rezerwistą Wojska Polskiego, ukończył Dywizyjny Kurs Podchorążych Rezerwy 20 Dywizji Piechoty przy 79 pułku piechoty w Słonimiu. Był kapralem podchorążym.
Brał udział w kampanii wrześniowej i walczył w obronie Warszawy. W październiku 1939 po powrocie w strony rodzinne został aresztowany przez NKWD, lecz po kilku dniach uciekł z konwoju. Organizował i był członkiem podziemnej organizacji – Komendy Obrońców Polski. Po jej dekonspiracji i rozbiciu w 1941 wstąpił do SL „Roch” i Batalionów Chłopskich. W 1942 został komendantem obwodu Biała Podlaska Batalionów Chłopskich. Na przełomie 1942 i 1943 został aresztowany przez Niemców, lecz po pewnym czasie został zwolniony. W 1942 rozpoczął studia w podziemnej Wolnej Wszechnicy Polskiej na Wydziale Prawa i Nauk Ekonomiczno-Społecznych. W 1943 został postrzelony w starciu z żandarmerią niemiecką. W 1944 współorganizował leśną szkołę podchorążych przy I batalionie im. Ziemi Podlaskiej Batalionów Chłopskich, jak i sam batalion, którym dowodził Marian. Współpracował z Zgrupowaniem Partyzanckim „Jeszcze Polska nie zginęła” Roberta Satanowskiego, który dostarczał oddziałom Batalionów Chłopskich broń automatyczną i amunicję. Oddziały dowodzone przez Stanisława Potapczuka wykonały wiele akcji bojowych przeciwko pociągom i zakładom gospodarczym pozostającym pod zarządem niemieckiego okupanta. Szczególne nasilenie działań nastąpiło w lipcu 1944 podczas akcji „Burza”. Po zajęciu Lubelszczyzny przez Armię Czerwoną ujawnił się w Lublinie jako komendant obwodu Biała Podlaska.
Po wojnie ukończył studia z ekonomii na Uniwersytecie Łódzkim (w 1946?). W latach 1946–1980 pracował w Centralnym Urzędzie Planowania, Państwowej Komisji Planowania Gospodarczego i Komisji Planowania przy Radzie Ministrów gdzie pełnił funkcję naczelnika Wydziału Inwestycji Rolnictwa, Transportu i Handlu. Został awansowany do stopnia podpułkownika.

## Ordery i odznaczenia
- Krzyż Srebrny Orderu Virtuti Militari
- Krzyż Oficerski Orderu Odrodzenia Polski
- Order Krzyża Grunwaldu III klasy
- Złoty Krzyż Zasługi z Mieczami
- Krzyż Partyzancki
- Krzyż Batalionów Chłopskich